# Ponto Valentino
Ponto Valentino är en ort i kommunen Acquarossa i kantonen Ticino, Schweiz. 
Ponto Valentino var tidigare en egen kommun, men den 4 april 2004 bildade Ponto Valentino och sju andra kommuner den nya kommunen Acquarossa.